# یواس‌اس تگزاس (۱۸۹۲)
یواس‌اس تگزاس (۱۸۹۲) (به انگلیسی: USS Texas (1892)) یک کشتی بود که طول آن ۳۰۸ فوت ۱۰ اینچ (۹۴٫۱ متر) بود. این کشتی در سال ۱۸۹۲ ساخته شد.